# Дедилово
Деди́лово — село в Киреевском районе Тульской области России.
В рамках административно-территориального устройства является центром Дедиловского сельского округа Киреевского района, в рамках организации местного самоуправления является административным центром сельского поселения Дедиловское.
С XII века здесь был город (крепость) Дедославль или Дедилов, затем село; с 1935 до 1941 годы — посёлок городского типа (рабочий посёлок) Дедилово.

## География
Расположено в 5 километрах к северу от города Киреевска, на реке Шиворонь (приток Упы). Сельхозпредприятие «Заря».
Железнодорожная станция и одноимённый посёлок станции Дедилово на линии Тула — Ряжск расположены в 11 км к северо-востоку от села.

## Население
| 1939 | 2002  | 2010  |
| ---- | ----- | ----- |
| 4887 | ↘1417 | ↗1563 |

Население — 1563 чел. (2010).

## История
Город вятичей Дедославль впервые упоминается в Ипатьевской летописи под 1146 и 1147 годами (соответственно 6654 и 6655 годами от сотворения мира). В XIII веке город был разорён татарами.
По приказу Ивана Грозного в 1553 году город был отстроен заново и вошёл в Большую засечную черту — оборонительную линию против крымских татар. В 1554 году из территории, прилегающей к Дедиловскому стану Тульского уезда, был создан Дедиловский уезд. На холме в 1554 году был построен дубовый Дедиловский кремль, окружённый рвом, под руководством князя Дмитрия Жижемского, на стенах поставили 87 затинных пищалей и 2 пушки. Крепость была жилым местом, защитники жили в слободах у стен крепости — казаки (Луговая и Дергилева казачьи, Стрелецкая, Пушкарская и Затинная, Новоприборных казаков, Казённых плотников, Воротников) и непосредственно в крепости, которая была разделена на дворы осадных людей. Неоднократно ходили крымские татары через этот форпост на украйны (окраины) Русского государства.
Внутри крепости пространство делилось на осадные дворы и клети, в соответствии с сословным положением. Каждый из осадных людей имел своё место под защитой крепости. Сейчас на этом месте пустырь. Рядом есть «Старое городище». Там установлен крест на братской могиле воинов, погибших в 1552 году, когда 15-тысячное войско князя Щенятева и воеводы Курбского настигло отряд орды Дивлет Гирея у реки Шиворона, разбило его и потом одержало ещё одну победу над подоспевшим 30-тысячным отрядом крымских войск, в составе которых шли турецкие янычары с «вогненным боем», которые использовались для осады Тульского кремля.
В 1559 году в летописи зафиксировано явление Николая Угодника на лошади в соборной церкви г. Дедилова. В 1595 году 30 семей дедиловских кузнецов-самопальщиков переселили в Тулу для организации производства оружия. Для них в Заречье города Тулы создали Кузнечную слободу.
В 1607 году в битве под Дедиловом в ходе восстания Болотникова повстанцами было разгромлено войско Василия Шуйского.
В 1622 году Дедилов был переведён от Рязанской епархии к Коломенской. В «Книге Большому чертежу» записано (1626): «Дедилов от Тулы 20 вёрст, на речке на Шивароне, с крымской стороны… И лазят татарове выше Тулы вёрст с восьми реку Шат, а, перелезши Шат и речку Шиваронь, лазят реку Упу, в Костомаров брод против Дедилова».
В 1633 году Дедилов выдержал осаду крупного крымского войска под руководством царевича Мубарек-Гирея.
В 1708 году Дедиловский уезд вместе с Тульской провинцией вошёл в состав Московской губернии. В 1777 году Дедиловский уезд был упразднён, а Дедиловская слобода вошла в состав вновь созданного Богородицкого уезда Тульской губернии.
В Энциклопедическом словаре Брокгауза и Ефрона о Дедилове сказано:

… село Тульской губернии, Богородицкого уезда, на реке Шиворони, притоке реки Упы, в 30 вер. от уездного города Богородицка. Дедилов — в древности Дедиславль или Дедослав, упоминается в летописях под 1146 г. по поводу военных действий между Святославом Всеволодовичем и Георгием Владимировичем. Неоднократно Дедослав был разоряем и сжигаем татарами. В конце XVIII ст. он был ещё обнесён крепким тыном. Ещё с XVI столетия Дедилов стал выделяться изготовлением оружия — пищалей, мечей; кузнецы здешние славились; они положили начало железному производству, которое развилось затем в Туле. Дедилов лежит среди оврагов, в типичных отложениях угленосного яруса. На глубине 26 м (12,4 саж.) обнаружен пласт каменного угля. Кроме перемежающихся известняков, глин и песков, есть ещё пласт железной руды в 3,5 фт. толщины. Из этого именно пласта руды ещё недавно местные кузнецы выплавляли чугун. 4 церкви, две школы; жителей 5246. На окраине села холмистое урочище «Старое Городище», связываемое устными сказаниями с временами татарщины. Добыча руды продолжается в Дедилово и теперь; руда отличается значительною плотностью и хорошими качествами.

С 13 мая 1924 года по 11 июля 1927 года и с 20 октября 1932 по 15 января 1953 года Дедилово было центром Дедиловского района (упразднён 01 февраля 1963 года), сначала Тульской губернии, затем Московской области, и с 26 сентября 1937 года — Тульской области.
С 20 августа 1935 года по 29 мая 1941 года Дедилово имело статус рабочего посёлка.

Братская могила советских солдат, погибших в боях у села Дедилово. Курган Бессмертия, Киреевский район Тульской области

В годы Великой Отечественной войны с 1 ноября 1941 года наступающим частям немецкого 24-го танкового корпуса 2-й танковой армии противостояли части 413-й стрелковой дивизии (генерал-майор А. Д. Терешков), прибывшей с Дальнего Востока, и остатки 299-й дивизии (сформирована в Белгороде), отступавшей из-под Брянска. Оборона советских войск на этом участке, после ожесточённых боёв, была прорвана лишь к исходу дня 18 ноября. Части 413-й стрелковой дивизии (1324-й стрелковый полк) понесли тяжёлые потери и отошли на северный берег реки Шат, а затем к концу ноября в район Венёва.
С 18 ноября 1941 по 15 декабря 1941 года село было оккупировано немецкими войсками, перед отступлением немцы сожгли 960 из 998 домов.
15 декабря 1941 года, после начала Тульской наступательной операции село было освобождено силами 1-го гвардейского кавалерийского корпуса. Начальником штаба 1-го гвардейского кавалерийского корпуса был уроженец села Дедилово полковник М. Д. Грецов. Советские воины, погибшие в боях за село Дедилово, захоронены у Кургана Бессмертия на развилке дорог Тула—Новомосковск и Быковка—Богородицк.

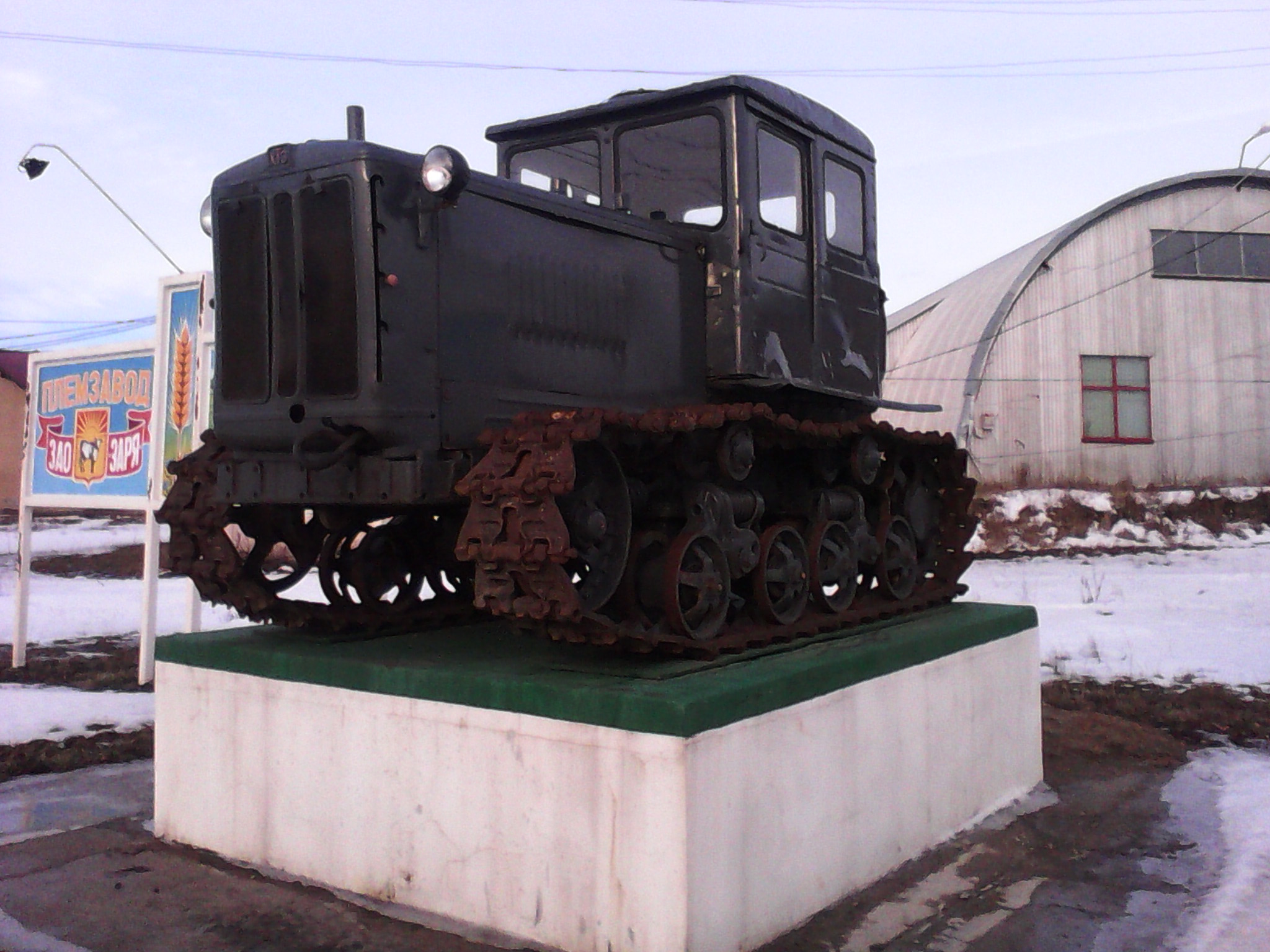

С 2005 года на территории населённого пункта действует поисковое объединение «Дедославль». С 2006 года село является центром Дедиловского сельского поселения, объединяющего 22 населённых пункта.
В селе рядом со зданием управления сельхозпредприятия «Заря» на постаменте на вечной стоянке стоит трактор ДТ-54.

## Известные уроженцы
- Бурцев Григорий Степанович (1901—1991) — организатор сельскохозяйственного производства, Герой Социалистического Труда (1966 год).